# Tizi Rached
Tizi Rached (în arabă تيزى راشد) este o comună din provincia Tizi Ouzou, Algeria.
Populația comunei este de 17.161 de locuitori (2008).